# 악기

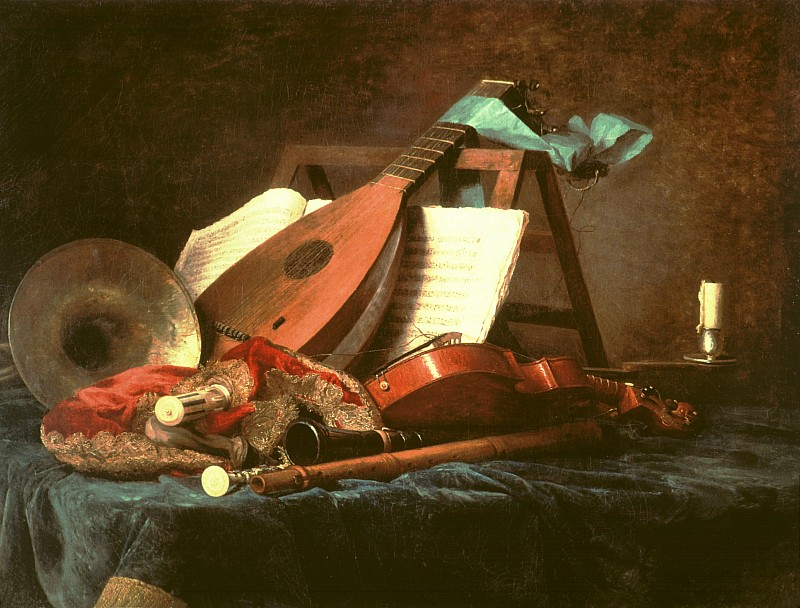
앤 발레이어 코스터의 작품 "음악의 상징"(Attributes of Music, 1770년)

악기(樂器)는 음악을 연주하는 데에 쓰는 도구이다. 악기는 음악적인 소리를 내기 위해 만들어지거나 개조된 장치이다. 원칙적으로 소리를 생성하는 모든 물체는 악기로 간주될 수 있다. 목적에 따라 물체가 악기가 되는 것이다. 악기를 연주하는 사람을 악기 연주자라고 한다. 악기의 역사는 인류 문화의 시작부터 시작된다. 사냥의 성공을 알리는 나팔이나 종교 의식의 북과 같은 초기 악기는 의식에 사용되었을 수 있다. 문화는 결국 오락을 위한 멜로디의 작곡과 연주를 발전시켰다. 악기는 응용 분야와 기술의 변화에 맞춰 발전했다.
악기로 간주되는 최초의 장치의 정확한 날짜와 구체적인 출처는 널리 논쟁의 여지가 있다. 학자들이 악기로 확인한 가장 오래된 물건은 단순한 플루트이며 그 연대는 50,000~60,000년 전으로 거슬러 올라간다. 많은 학자들은 초기 플루트의 연대를 약 40,000년 전으로 추정한다. 많은 역사가들은 초기 악기의 대부분이 동물 가죽, 뼈, 나무 및 기타 비내구성, 생분해성 재료로 제작되었기 때문에 악기 발명의 구체적인 날짜를 결정하는 것이 불가능하다고 믿는다. 그에 더해 일부 사람들은 인도의 산카르장에서 발견된 것과 같이 음악 소리를 내는 데 사용되는 석판이나 돌이 선사 시대 악기의 예라고 이야기했다.
악기는 세계의 많은 인구가 거주하는 지역에서 독립적으로 개발되었다. 그러나 문명 간의 접촉으로 인해 대부분의 악기는 원래의 장소에서 멀리 떨어진 곳으로 급속히 확산되고 적응되었다. 고전 이후 시대에는 메소포타미아의 악기가 해상 동남아시아에 있었고, 유럽인들은 북아프리카에서 유래한 악기를 연주했다. 아메리카 대륙의 발전 속도는 더 느렸지만 북아메리카, 중앙아메리카, 남아메리카의 문화는 악기를 공유했다.
1400년까지 악기 개발은 여러 지역에서 둔화되었고 서양이 지배하게 되었다. 대략 1750년부터 1900년까지 지속된 고전주의와 낭만주의 음악 시대에 많은 새로운 악기가 개발되었다. 20세기를 시작으로 전통 악기의 진화가 둔화되는 동안, 전기의 확산은 일렉트릭 기타, 신디사이저, 테레민과 같은 새로운 전기 및 전자 악기의 발명으로 이어졌다.
악기 분류는 그 자체로 하나의 분야이며, 수년에 걸쳐 많은 분류 시스템이 사용되었다. 악기는 유효범위, 재료구성, 크기, 역할 등에 따라 분류할 수 있다. 그러나 가장 일반적인 학문적 방법인 호른보스텔-작스는 악기가 소리를 내는 수단을 사용한다. 악기에 대한 학문적 연구를 오르간학(Organology)이라고 한다.

## 악기의 분류
여러 가지 악기를 분류하는 데는 편의적 또는 습관적으로 하고 있는 분류법이 몇 가지 있다. 가장 잘 알려진 것은 건반악기, 현악기, 관악기, 타악기의 4가지로 나누는 분류법이다. 이것은 일견 알기 쉽고 편리한 분류법같이 보이지만, 우리 주변에 있는 악기의 하나인 피아노는 이 분류에 꼭 합치하는 데가 없다. 또 오케스트라에서는 관악기를 다시 목관악기와 금관악기로 분류하나, 이 방법도 단순히 재질에 의한 것으로 간주한다면 금속제의 플루트가 목관악기라는 데서 문제가 발생하게 된다. 오늘날 오케스트라의 악기 외에도 세계 각 민족의 여러 가지 악기의 존재가 알려졌고 또 새로운 악기가 여러 가지 발명되어 있으므로 좀 더 체계적인 분류법이 필요하다. 관악기, 현악기, 타악기의 3종류로 분류하는 방법이 왜 비과학적인가 하면, 같은 수준에서 서로 다른 관념에 의한 항목이 혼재하고 있기 때문이다. 즉 '현(絃)'과 '관(管)'은 음을 내는 물체인 데 대하여, '타(打)'는 음을 내는 수단인 것이다. 따라서 '현'을 '두드려서' 음을 내는 악기, 말하자면 피아노 등은 현악기이기도 하며 타악기로 되기도 한다. 또 건반악기의 항을 두어 파이프 오르간, 리드 오르간, 첼레스타, 전자 오르간 등을 같은 항목으로 분류하면, 근본적인 발음원리가 전혀 다른 것이 포함되게 된다. 악기를 분류할 때에는 건반과 같은 표면적인 유사점이나 악기의 본질에 있어서 그다지 중요하지 않은 사항은 다음으로 미루고, 가장 기본적인 원리와 중요한 속성부터 시작하여야 한다. 그리고 동일 수준에서는 관·현·타와 같이 다른 관념의 것이 혼재하는 일이 없도록 주의하여야 한다. 한국에서는 아악기, 당악기, 향악기와 같이 사용하는 악곡의 종목으로 분류하고 있지만, 이것도 또한 편의적인 것이다.

### 일반적 분류
일반적으로 악기는 연주하는 방법에 따라 분류한다.
- 현악기: 줄을 통해 소리를 내는 악기
- 관악기: 입으로 불어서 소리를 내는 악기
  - 목관 악기
  - 금관 악기
- 타악기: 두드려서 소리를 내는 악기
- 건반 악기
- 전자 악기
- 성악

### 호른보스텔-작스의 분류법
현재 가장 타당하다고 인정되고 있는 과학적인 분류법은, 모든 악기를 그 발음원리에 따라 다음의 5종류로 분류하는 방법이다.  체명악기(體鳴樂器), 막명악기(膜鳴樂器), 기명악기(氣鳴樂器), 현명악기(絃鳴樂器), 전명악기(電鳴樂器).  이 분류법은 1914년 독일 사람이며 음악학자인 에리히 폰 호른보스텔(E. M. von Hornbostel)과 쿠르트 작스(C. Sachs)가 발표한 것에 그 뒤 큰 진보를 보이고 있는 전명악기를 더한 것이다.

#### 체명악기

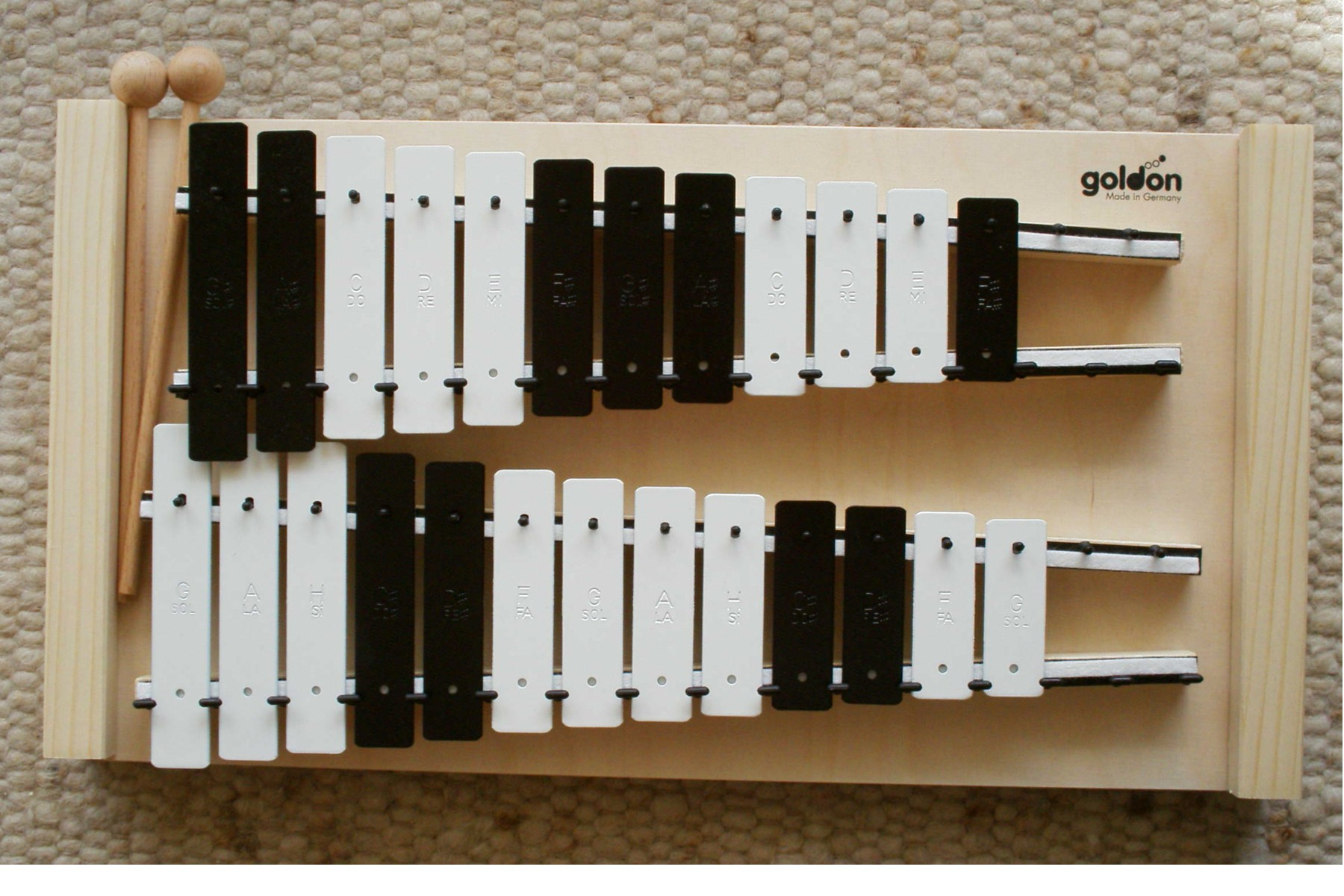
글로켄슈필.

체명악기 분류는 종래의 타악기 중에서 주로 북 종류를 제외하였다. 이것은 피막(皮膜)이나 현같이 인위적인 장력(張力)을 가하여 진동시키는 것이 아니라, 나무나 금속 등이 본래 지니고 있는 탄성으로 진동하는 악기이며, 자명(自鳴)악기라고도 한다. 체명악기를 다시 그 주법으로 분류한다. 보통 우리가 흔히 쓰고 있는 것은 '타주(두들겨서 연주하는 일)'이지만, 오르골같이 '적주(摘奏, 퉁겨서 연주하는 일)'하는 것 등도 체명악기이다.
- 주요 악기: 심벌즈, 탐탐, 우드 블록, 캐스터네츠, 트라이앵글, 종(벨:bell), 카우 벨, 마라카스, 실로폰(목금), 글로켄스필(철금), 첼레스타

#### 막명악기

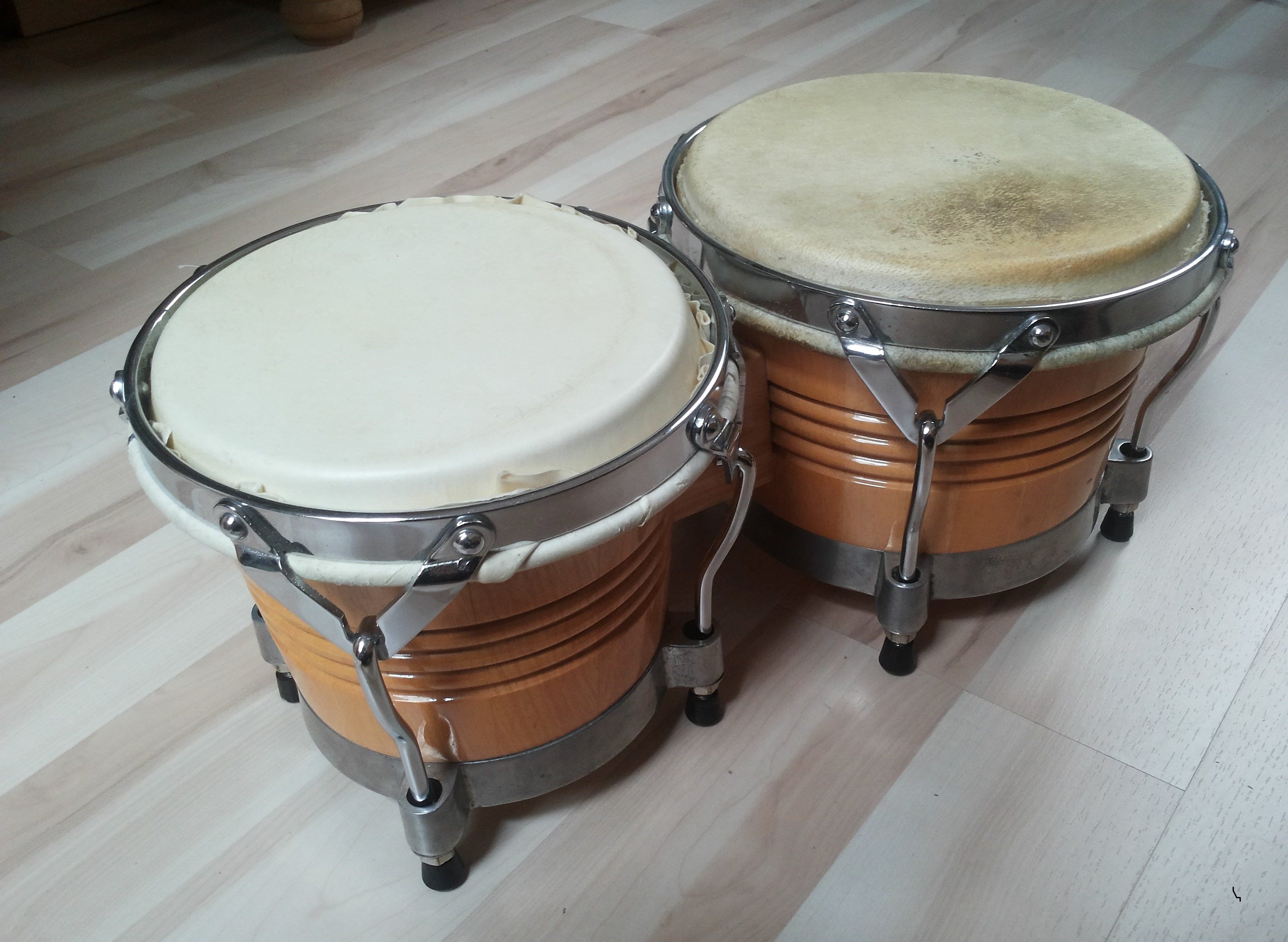
봉고.

막명악기는 혁명(革鳴)악기, 피명(皮鳴)악기라고도 하며, 피막을 어떤 몸통에 씌워서 그것을 주로 '타주(打奏)'(때리거나), '찰주(擦奏)'(비비거나)하는 것이다. 대부분은 종래의 타악기 중에서 북(드럼)류이나, 특수한 것은 '취주(吹奏)'(불거나) 또는 '가주(歌奏)'(몸통 밑에 엷은 막을 씌워 음성을 불어넣어 진동시킨다) 하는 것도 있다.
- 주요 악기: 북(큰북, 작은북, 가온북), 팀파니, 탬버린, 봉고, 콩가, 톰톰

#### 현명악기
현명악기는 현악기를 말하는 것으로서 어떠한 주법으로 하든 현의 진동으로 발음하는 모든 악기를 포함한다. 이 분류로는 피아노도 현명악기이다. 현을 치는 것이나 건반이 있다는 것은 문제가 되지 않는다. 현악기에는 그 형상에 따라 치터족(zither族), 류트족(lute族), 하프족(harp族), 하프 류트족 등으로 분류되기도 한다.
- 주요 악기: 바이올린, 첼로, 비올라, 비올, 콘트라베이스, 류트, 만돌린, 밴조, 우클렐레, 치터, 발랄라이카, 키타라, 리라, 기타, 클라비코드, 하프, 쳄발로, 피아노

#### 기명악기
기명악기는 대개 종래의 관악기를 가리킨다. 즉 연주자의 입으로 직접 공기를 불어넣기도 하고, 또는 파이프 오르간같이 기계적으로 공기를 불어넣기도 하여 관 속의 공기주(空氣柱)를 진동시켜서 발음하는 것이 대부분이다. 그러나 리드 오르간같이 관을 쓰지 않고 주위의 공기를 직접 진동시키는 것도 기명악기이다. 그리고 개개의 악기 설명에 있어서 종래의 금관악기, 목관악기라고 하는 분류법도 같이하고 있다. 이런 것은 본래 그 재질의 구별로 한 것이나, 앞서 말한 것같이 금속제의 플루트나 색소폰을 목관악기로 하고 있기 때문에 오늘날에는 재질로 구별한다는 것은 큰 의미가 없다. 또 이러한 말도 오늘날에는 발음원리에 관련시켜 쓰고 있다. 금관악기는 관악기 중에서 마우스피스(리코더같이 예외도 있으나, 대체로 주자의 입 또는 입술이 직접 닿는 곳, 공기를 불어넣는 관의 끝부분)에 댄 주자의 입술 자체의 진동으로 발음하는 것을 모두 말한다. 목관악기는 그 밖의 관악기의 총칭으로, 여기에는 플루트같이 마우스피스에 공기를 불어 진동시키고 무황악기(無簧樂器, 리드가 없는 악기)와 클라리넷이나 오보에같이 마우스피스에 붙어 있는 식물제의 엷은 판(리드)을 발음원으로 하는 유황악기가 있다.
- 주요 악기: 플루트, 피콜로, 오보에, 잉글리시 호른, 파곳, 클라리넷, 색소폰, 트럼펫, 코넷, 호른, 트롬본, 튜바, 오르간, 아코디언, 반도네온, 백파이프, 리코더, 오카리나, 아울로스, 팬플루트

#### 전명악기
전명악기는 전기악기라고도 하며, 엄밀하게 말하면 발음의 근원이 되는 진동 자체를 전기적인 처리로 만들어내는 것으로서 역사도 짧다. 이와 같이 진동 자체를 전기적(電氣的)으로 만들어내는 것이 아니라, 전기 기타나 비브라폰과 같이 현이나 금속판에 의하여 발생하는 진동을 다시 전기적으로 처리하여 증폭하는 것은 본래의 전명악기에는 들지 않으며 반전기악기라고 한다.
- 주요 악기: 옹드 마르트노, 일렉톤, 해먼드 오르간, 전자 피아노, 전기 기타, 신시사이저

### 국악기
한국의 악기란 서구의 음악이 조선을 포함한 한반도의 역사적 정체(政體)들(조선, 일본, 대한민국, 조선민주주의인민공화국)에서 보편화되기 이전에 한반도에 존재하고 사용되었던 악기를 뜻한다. 한국의 악기는 근대에 이르러 새로운 기준에 의하여 분류되나, 각 역사적 정체들의 규범적 분류가 또한 역사적으로 존재한다. 그 역사적 분류들은 각 정체들마다 다소 차이를 보이며, 하나의 정체 안에서도 정권에 따라 변화하였다.

#### 역사적 분류법

##### 아악기, 당악기, 향악기
아악기란 아악에 사용되는 악기로서 문묘제례악 등 순수한 중국음악에 쓰인다.
당악기란, 아악 수입 전후, 향악기를 제외한 외래악기 중 향악기화 되지 않은 악기들 뜻하며, 이 때 당(唐)이란 당나라만을 뜻하지 않는다.
향악기란, 역사적으로 한반도의 정체 안에서 만들어진 악기와, 아악 및 당악과 구별되는 향악에 쓰이는 수입악기를 포함한다.

##### 아악기
흔히 전통적 악기분류법으로 여겨지는 팔음(八音)에 의한 분류법은 아악기의 분류법으로서, 아 · 당 · 향이라는 상위념 각각에 적용되는 것이 아니다. 팔음(八音)에 의한 분류법은 악기의 재료에 의한 분류로서 그 재료는 금(金), 석(石), 사(絲), 죽(竹), 포(匏), 토(土), 혁(革), 목(木)이다.
- 금(金)에 속하는 악기는 징, 꽹과리가 있고 편종, 방향, 운라, 나발 등이 있다.
- 석(石)에는 편경, 특경이 있고 대부분 경기도 남양에서 나오는 경석으로 만들어진다.
- 사(絲)에 속하는 악기는 가야금, 거문고, 해금, 아쟁, 비파 등이 있다.
- 죽(竹)에 속하는 악기는 대금, 피리, 단소, 퉁소 등이 있다.
- 포(匏)에 속하는 악기는 생황이라는 악기가 있다.
- 토(土)에는 훈과 부가 있으며 훈은 저울추 모양으로 앞에 3구멍 위에 2구멍을 뚫어 12음을 낼 수 있다. 부는 질그릇 화로와 같은 모양을 가진 악기로 일정한 음 높이가 없으며 박자를 짚어 주는 역할만 가진다.
- 혁(革)에 속하는 악기는 장고, 좌고, 소고, 북 등이 있다.
- 목(木)에는 축, 어, 박이 있으며 박은 6조각의 박달나무를 묶어서 사용한다.

## 같이 보기
- 관현악단